# Lista okrętów United States Navy, Y
W tej sekcji listy okrętów United States Navy wymienione są nazwy wszystkich okrętów United States Navy, których nazwa zaczyna się od Y.
Aby zobaczyć wyłącznie listę okrętów obecnie pozostających w służbie — patrz Lista obecnie służących okrętów United States Navy
W przypadku okrętów, których nazwa została użyta jednokrotnie, link USS "Nazwa_okrętu" kieruje do artykułu o konkretnym okręcie. Jeżeli nazwy użyto kilkakrotnie, link USS "Nazwa_okrętu" kieruje do strony ujednoznaczniającej z krótkimi opisami poszczególnych okrętów, natomiast linki następujące po nazwie kierują do tych okrętów bezpośrednio.

## Y
- USS "Yacal" (YFB-688)
- USS "Yacona" (SP-617, AOG-45)
- USS "Yahara" (AOG-37)
- USS "Yakutat" (AVP-32)
- USS "Yale" (1889, 1906)
- USS "Yamacraw" (ARC-5)
- USS "Yanaba" (YTB-547)
- USS "Yancey" (AKA-93)
- USS "Yanegua" (YTB-397)
- USS "Yank" (SP-908)
- USS "Yankee" (1861, 1892(inne języki))
- USS "Yankton" (1898)
- USS "Yano" (AKR-297)
- USS "Yantic" (1864)
- USS "Yapashi" (YTB-531)
- USS "Yaquima" (YT-171)
- USS "Yarborough" (DD-314)
- USS "Yarnall" (DD-143, DD-541)
- USS "Yarrow" (SP-1010)
- USS "Yatanocas" (YTB-544)
- USS "Yaupon" (ATA-218)
- USS "Yavapai" (LST-676)
- USS "Yazoo" (1865, AN-92)
- USS "Yeaton" (WPC-156)
- USS "Yellowstone" (1917, AD-27, AD-41)
- USS "Yew" (YN-37)
- USS "Yo Ho" (SP-463)
- USS "Yokes" (APD-69)
- USS "Yolo" (LST-677)
- USS "Yonaguska" (YT-195)
- USS "York" (CL-1)
- USS "York County" (LST-1175)
- USS "Yorktown" (1839, 1889, CV-5, CV-10, CG-48(inne języki))
- USS "Yosemite" (1892, 1894, CM-2, AD-19)
- USS "Young" (DD-312, DD-580)
- USS "Young America" (1861)
- USS "Young Rover" (1861)
- USS Youngstown (CL-94)
- USS "Yourasovski" (1899)
- USS "Yucca" (1864, AT-32, IX-214)
- USS "Yukon" (AF-9, AOT-152, T-AO-202)
- USS "Yuma" (1865, YT-37, AT-94, YTM-748)
- USS "Yurok" (ASR-19)
- USS "Yustaga" (ASR-20)